# 鵜澤總明

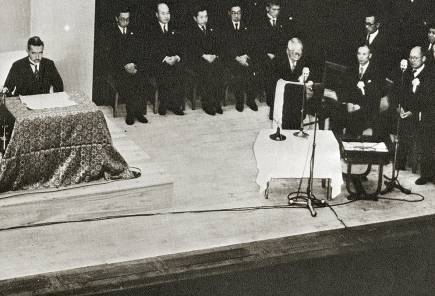
昭和天皇（左）と式辞を読む鵜澤總明（明治大学創立70周年記念式典、1950年）

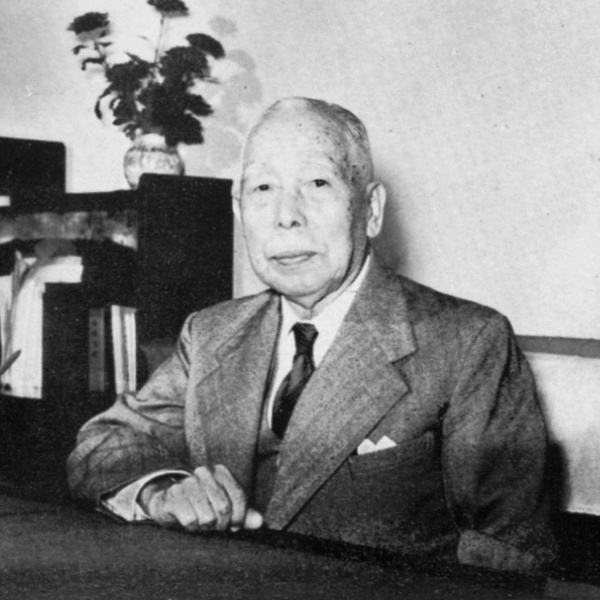
晩年の鵜澤總明

明治大学駿河台キャンパスの鵜澤總明胸像

鵜澤 總明（うざわ ふさあき、1872年9月4日（明治5年8月2日）- 1955年（昭和30年）10月21日）は、日本の弁護士、政治家。学位は法学博士。新字体で鵜沢 総明（うざわ ふさあき）とも表記される。旧名・惣一。
第一東京弁護士会会長、衆議院議員、貴族院議員、大東文化学院総長、明治大学総長、国際基督教大学評議員会議長などを歴任した。
青山学院大学学長を務めた経営学者の鵜澤昌和は次男。

## 来歴

### 生い立ち
1872年、千葉県長柄郡上太田村（現在の茂原市上太田）にて、富農、鵜沢巳之松の長男・惣一として誕生する。1886年に地元の太田小学校高等科を卒業。間もなく、校長鶴岡清治郎との縁故もあって、最年少の教員として同校に就職する。鶴岡が退任すると、村長の紹介の下で儒者の太田和斎に弟子入りし、石井菊次郎らとともに漢学を学ぶ。
その後上京し、1890年に第一高等中学校に入学したが、体調を崩して1年間休学する。1896年に帝国大学法科大学独法科に入学し、卒業後の1899年に横浜で弁護士事務所を開く。1908年に『法律と道徳との関係』で法学博士となる。

### 宗教家として
学生時代にクリスチャンとなり、1898年頃から一番町教会（現・富士見町教会）で植村正久の指導を受け、青年会幹部となる。1904年に植村が東京神学社を開いた際に講師のち理事を務めた。1906年には富士見町での新会堂建築に尽力した。

### 政治家として
1908年5月、第10回衆議院議員総選挙で衆議院議員に当選し、以後当選6回。1917年（大正6年）4月、第13回総選挙で当選したが、衆議院議員選挙訴訟の結果、安房郡での選挙が無効となり、同年12月8日、千葉県知事により吉植庄一郎・木村政次郎・関和知・津田毅一・鵜沢宇八・柏原文太郎・磯野敬・加瀬禧逸・土屋清三郎と共に当選証書が取消され議員を退職し、同月に実施された再選挙で当選した。
所属先の立憲政友会では院内総務、協議員長、総務委員（党本部役員）を務め、1922年（大正11年）には顧問の一人に選出された。1928年に貴族院議員に推薦され、予算委員会や各種法律の修正委員会で活動したが、後述の相沢事件で相沢三郎中佐の弁護を担当したことで皇道派寄りの人物との誤解を受け、1937年9月13日をもって議員辞職を余儀なくされた。

### 弁護士として
戦前日本で起きた4つの大逆事件のうち、虎ノ門事件を除く3事件の弁護人を引き受けた。そのほかにも、弁護士として以下の事件の裁判の被告の弁護をした。
- 東京市参事会汚職事件 - 長谷川深造の弁護を担当[17]。
- 川俣事件[18]
- 日比谷焼打事件[18]
- 東京電車賃値上げ反対事件[18]
- 朝鮮総督暗殺未遂事件[19]
- シーメンス事件[19]
- 森戸事件[19]
- 濱口首相狙撃事件[19]
- 血盟団事件[19]
- 大逆事件
  - 幸徳事件 - 奥宮健之・岡本穎一郎・新田融（官選）、大石誠之助（私選）の弁護を担当[20]。
  - 朴烈事件[21]
  - 李奉昌事件[21]
- 京都豚箱事件[22]
- 帝人事件[19]
- 相沢事件[15]
- 第二次天津教事件 - 天津教教主・竹内巨麿が所持する、いわゆる古史古伝の竹内文書の不敬罪裁判。鵜澤は、竹内の主張をほぼ全面的に肯定した[23]。
- 尾崎行雄不敬事件[19]
- 極東国際軍事裁判 - 日本側の弁護団長を務めた[24]。
- 昭和電工事件 - 大野伴睦の弁護を担当[25]。

### 教育者として
1901年に明治法律学校（のちの明治大学）講師に迎えられ、岸本辰雄に代わって「法学通論」の講義を担当した。1912年に明治中学校初代校長（のちの明治大学附属明治中学校）、1920年に明大法学部長、34年、43年、49年、51年には総長に選出された。また、明治大学雄弁会の初代会長でもある。明治大学および同附属中学校の構内に胸像がある。
大東文化学院（のちの大東文化学院専門学校）でも1927年以降第4代、5代、9代、12代総長を務めた。
1955年10月11日、私立学校振興会会長に推されたが、10日後の10月21日、心臓麻痺のため渋谷区千駄ヶ谷の自宅で死去。葬儀は明治大学記念館で校葬により行われた。墓所は青山霊園(1イ-2-23)。

## 人物
- 少年時代、父が冤罪で投獄されていたことがある。
- クリスチャンらしく煙草や酒は好まなかったが、大食漢だったという[30]。

## 著書
- 『法学通論』明治法律学校講法会、1903年（明治36年）。
- 『法律辞解』明治法律学校講法会、1903年（明治36年）。
- 『法学通論』修学堂、1904年（明治37年）7月。
- 『法学通論』普通教育学会、1906年（明治39年）。
- 『比較法制史』明治大学出版部、1906年（明治39年）。
- 『法律哲学講義』明治39年度、明治大学出版部、1906年（明治39年）。
- 『法律哲学講義』明治40年度、明治大学出版部、1907年（明治40年）。
- 『春秋論集』春秋社、1916年（大正5年）4月18日。
- 『洗塵』春秋社、1920年（対象9年）1月15日。
- 『法律と道徳との関係』王道解説の基礎的提案、大東文化協会、1933年（昭和8年）8月25日。
- 『法律と道徳との関係』明治大学出版部、1935年（昭和10年）9月10日。
- 『老子の研究』春陽堂、1935年（昭和10年）12月15日。
- 『統帥権と統帥』明治大学出版部、1936年（昭和11年）2月18日。
- 『随想録』大東文化協会、1936年（昭和11年）4月5日。
- 『帝人事件公判速記録』明治大学出版部、1937年（昭和12年）10月5日。
- 『国民精神総動員に就いて』明治大学出版部、1937年（昭和12年）11月1日。

## 栄典
- 大礼記念章（1915年11月10日）[31]
- 勲四等瑞宝章（1916年4月1日）[31]
- 旭日小綬章（1919年5月24日）[32]
- 勲三等瑞宝章（1921年5月30日）[32]
- 第一回国勢調査記念章（1921年7月1日）[32]
- 旭日中綬章（1928年4月21日）[33]
- 大礼記念章（1928年11月10日）[33]
- 帝都復興記念章（1931年5月1日）[33]
- 勲二等瑞宝章（1934年4月29日）[33]
- 旭日重光章（1940年4月29日）[34]
- 紀元二千六百年祝典記念章（1940年11月10日）[34]